# Bij (mythologie)

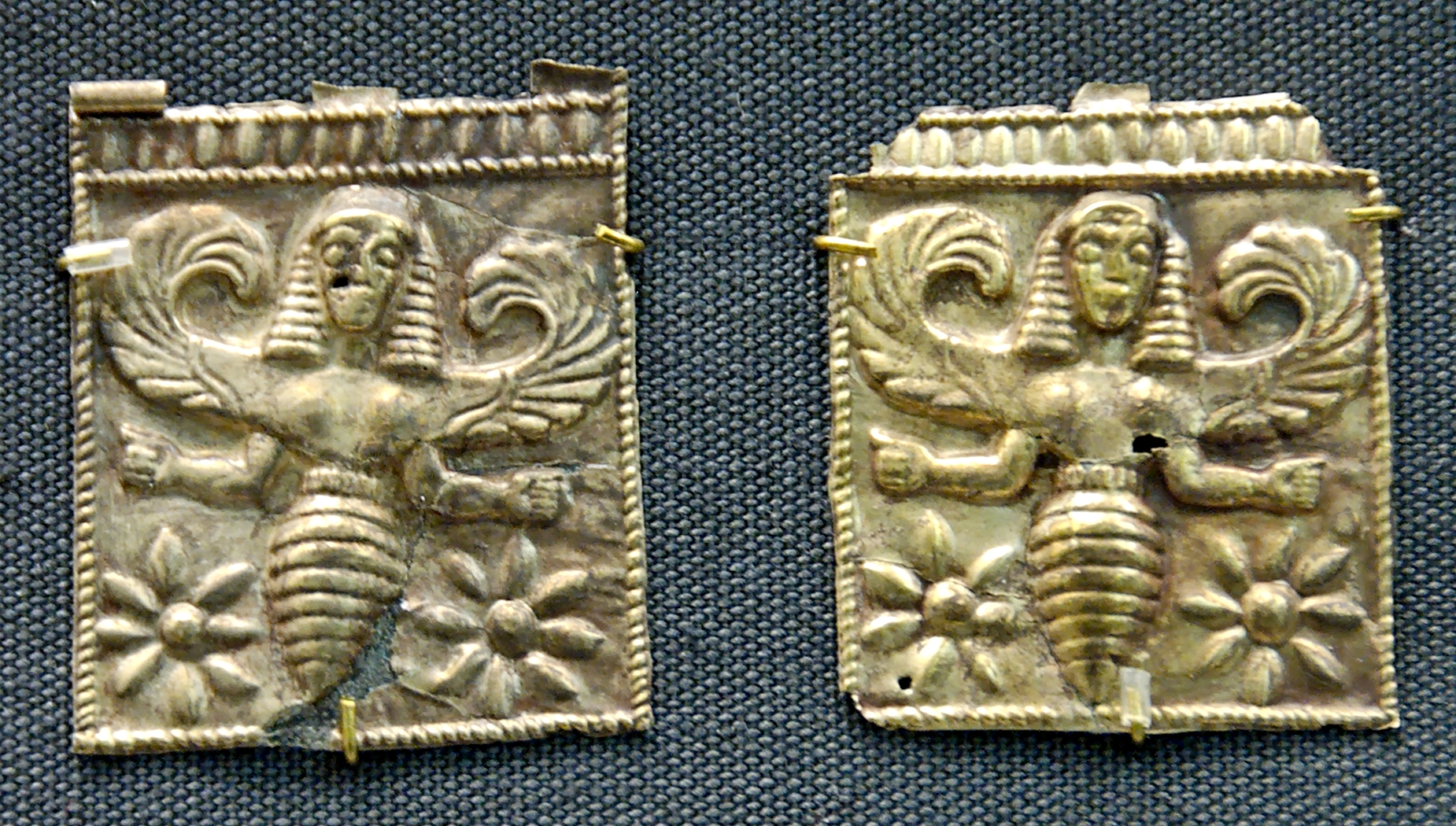
Gouden plaketten met de gevleugelde Bijengodinnen, mogelijk de Thriai, gevonden op Rhodos, 7e eeuw v.Chr. (British Museum).

De bij, zoals men die in het Oude Nabije Oosten en de Aegeïsche culturen tegenkomt, werd als een heilig insect beschouwd, dat de brug legt tussen deze fysische wereld en de onderwereld. Afbeeldingen ervan duiken op in grafversieringen, en de rijke Myceners werden begraven in koepelgraven die de vorm van een bijenkorf hadden, de zogenaamde tholosgraven. De beroemdste zijn de Schatkamer van Atreus en het Graf van Clytemnestra, beide bevinden zich in Mycene.

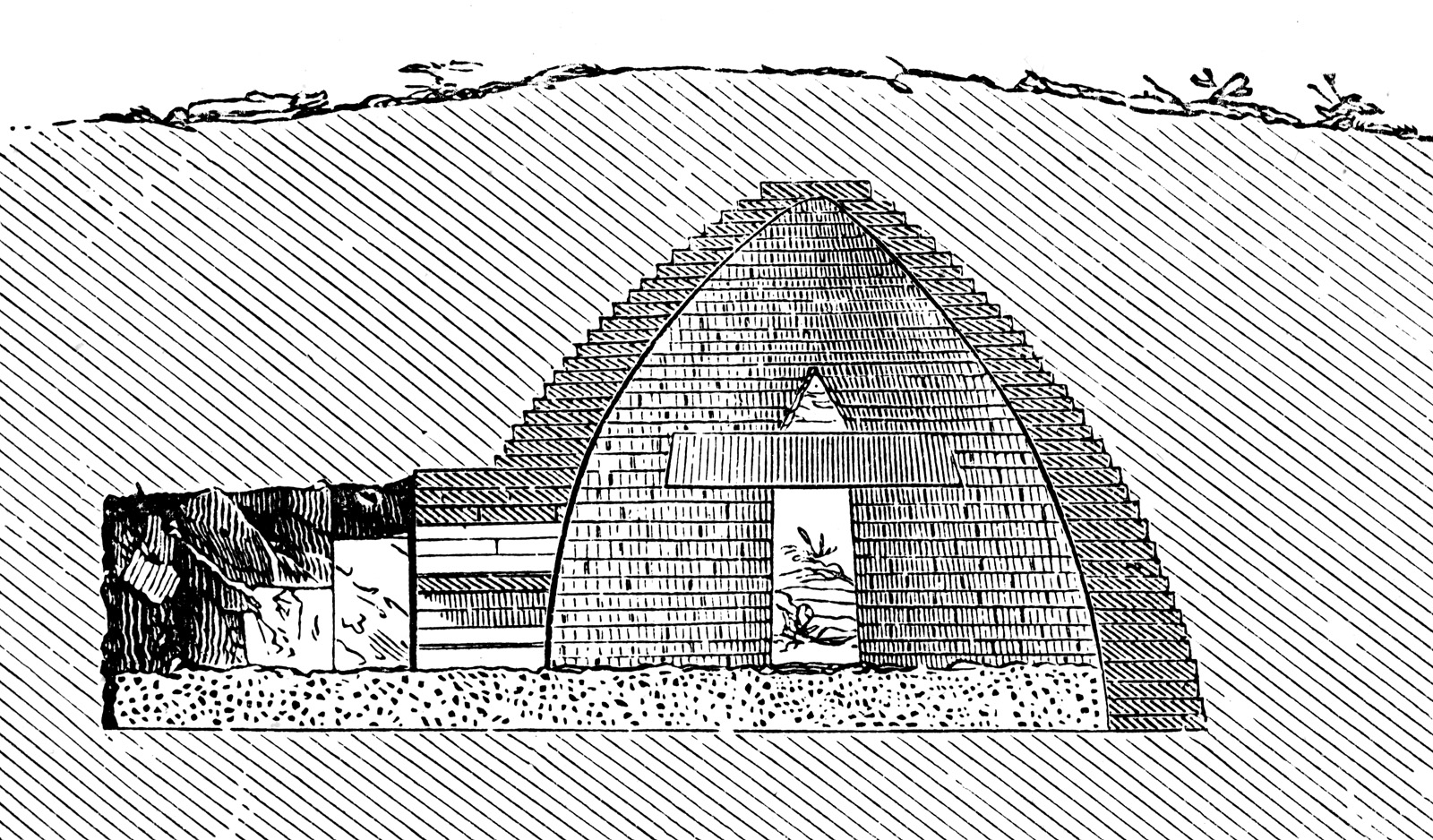
Doorsnee van de Schatkamer van Atreus, een bijenkorf graf

## Cultus
De bij was een embleem van Potnia, de Minoïsch-Myceense "Meesteres", naar wie ook werd verwezen als naar de "Zuivere Moederbij".
Haar priesteressen kregen de naam "Melissa" ("bij"). En priesteressen die Artemis en Demeter vereerden werden "Bijen" genoemd. Vaak wordt naar de Delphische priesteres verwezen als naar een bij. Pindarus meldt dat zij tot nog lang nadat de heilige plaats van het oude orakel
en het heiligdom door de priesters van Apollon was overgenomen de "Delphische bij" werd genoemd. "De Delphische priesteres placht in historische tijden op een laurierblad te kauwen," aldus Harrison, "maar als bij moet zij haar inspiratie vast in de honingraat hebben gezocht." Ernst Neustadt wijdde een heel hoofdstuk aan de honinggodin Melissa in zijn monografie over Zeus Kretigenes, de "Op Kreta geboren Zeus".

## Mythe
De Homerische Hymnen tot Apollon geven aan dat Apollon zijn profetische gave ontving van drie bijenmaagden, doorgaans aangeduid als de Thriai. Deze Thriai vormden een drievuldigheid bestaande uit pre-Helleense Aegeïsche bijengodinnen. De gedreven goudplaketten zoals hierboven afgebeeld zijn er slechts enkele uit een hele reeks van identieke plaketten die gevonden werden in Camiros op Rhodos en dateren uit de archaïsche tijd van de Griekse kunst in de zevende eeuw voor onze jaartelling, maar de gevleugelde bijengodin zelf die zij afbeelden moet heel wat ouder zijn.

## Taalgebruik

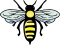

De Oude Grieken associeerden lippen met honing gezalfd met welsprekendheid: Achilles en Pythagoras, zo zei men, waren als kind met honing opgevoed, en de lippen van Plato, Pindarus, en de heilige Ambrosius van Milaan waren ermee gezalfd. De naam "Merope" lijkt in de Klassieke tijd in het Grieks "honinggezicht" te betekenen, dus "eloquent". Honing, "de gave van de hemel" aldus Vergilius (Georgica, IV), verwees zelfs naar voorkennis: de priesteres van Delphi was de "Delphische Bij".
Imkerij was een Minoïsch ambacht, en de gefermenteerde honingdrank, mede, was een oud Kretenzisch likeur, ouder dan wijn.
De proto-Griekse inwijkelingen, de Achaeërs daarentegen brachten geen imkerijkunst met zich mee. Homerus beschouwde bijen als wild, nooit als tam, zoals hij de Achaeërs beschreef die van hun scheepsverblijf uitvoeren "als zoemende zwermen bijen die in rijen uit een holle rots komen" (Ilias, boek II).
De bij wordt ook aangetroffen in een aantal Aegeïsche en Midden-Oosterse namen. Zo vermeldde de Joodse historicus Josephus dat de naam van de dichteres-profetes Deborah "bij" betekende. Dezelfde wortel dbr geeft "woord", "wat de missie van de bij aangeeft om het Goddelijk Woord, de Waarheid, voor te brengen", aldus Toussaint-Samat. Melissa wordt op dezelfde manier gedefinieerd.

## Symboliek
In het Oude Egypte was de bij als insigne voor het koningschap vooral geassocieerd met Beneden-Egypte. Daar zou in Predynastieke tijden zelfs een Bijenkoningin of -koning zijn geweest. Na de eenmaking van Beneden- en Boven-Egypte werd dit symbool opgenomen in de titel die meestal de troonsnaam van de farao voorafging, waarmee de eenheid van de twee gebieden werd uitgedrukt als Nsw-bity (Zie Nesoet-bit-naam).
Koningin Ahhotep ontving de als bijen uitziende "gouden vliegen van eer" wegens haar rol bij het verslaan van de Hyksos.

Reconstructie van een Merovingische Bij.

Honingbijen, die de betekenis hadden van onsterfelijkheid en wederopstanding, waren ook koninklijke emblemen bij de Merovingers en ze werden later in ere hersteld door Napoleon Bonaparte. De bij is verder het wapenembleem van de Barberini.
Een bijenvolk is vaak door politieke theoretici als model gebruikt voor de mensenmaatschappij. Deze metafoor treffen we aan bij Aristoteles en Plato, evenals bij Vergilius en Seneca; bij Erasmus en Shakespeare en bij Bernard Mandevilles atheïstische "Fabel van de Bijen, of Private Ondeugden tot Openbaar nut gemaakt, dat Montesquieu en Marx beïnvloedde. Tolstoy vergelijkt eveneens de menselijke samenleving met een bijencommune in Oorlog en Vrede.